# San Antonio Suchitepequez
San Antonio Suchitepequez é uma cidade da Guatemala do departamento de Suchitepéquez.